# Homeòstasi acidobàsica

Nomograma de l'homeòstasi acidobàsica, on hi són representats els seus trastorns: l'acidosi i l'alcalosi

L'homeòstasi acidobàsica (o equilibri acidobàsic) és la part de l'homeòstasi humana en relació amb l'equilibri apropiat entre àcids i bases, també anomenat el pH del cos. El cos és molt sensible al seu nivell de pH, pel que existeixen mecanismes sòlids per mantenir-la. Fora dels límits acceptables de pH, les proteïnes es desnaturalitzen i es digereixen, els enzims perden la seva capacitat de funcionar, i pot succeir la mort.

## Mecanisme
L'equilibri acidobàsic del cos està normalment estretament regulada per agents tampó, el sistema respiratori i el sistema renal, mantenint el pH de la sang arterial entre 7,38 i 7,42. Diversos agents amortidors que s'uneixen reversiblement amb ions d'hidrogen i impedeixen els canvis en el pH existent. Els amortidors extracel·lulars inclouen l'hidrogencarbonat (HCO−
3) i l'amoníac, mentre que les proteïnes i el fosfat actuen com amortidors intracel·lulars; la relació entre múltiples amortidors en la mateixa solució es regula pel principi isohídric. El sistema amortidor de l'hidrogencarbonat és especialment clau, on el diòxid de carboni (CO₂) es pot desplaçar a través d'àcid carbònic (H
2CO
3) als ions d'hidrogen i hidrogencarbonat com es mostra a continuació.
{\displaystyle {\rm {H_{2}O+CO_{2}\leftrightarrow H_{2}CO_{3}\leftrightarrow H^{+}+HCO_{3}^{-}}}}
Els trastorns de l'equilibri acidobàsic que superin el sistema amortidor es poden compensar a curt termini, modificant la freqüència de ventilació.
Els ronyons són més lents per compensar, però la fisiologia renal té diversos mecanismes poderosos per controlar el pH amb l'excreció de l'excés d'àcid o base.